# Dulce Vallis
La Dulce Vallis è una struttura geologica della superficie di Marte.